# 中川貴元
中川 貴元（なかがわ たかもと、1967年〈昭和42年〉2月25日 - ）は、日本の政治家。自由民主党所属の元衆議院議員（1期）。名古屋市会議員（7期）、総務大臣政務官を歴任。

## 来歴
愛知県あま市出身。小学4年生の時、上野動物園のジャイアントパンダが日中国交正常化を実現させた田中角栄の功績によるものだと両親に聞かされたことをきっかけに政治家を志す。早稲田大学本庄高等学院、早稲田大学商学部を卒業後、海部俊樹衆議院議員の事務所で1年ほど勤めた後、一宮市の繊維会社で5年ほど働く。1995年の名古屋市会議員選挙に東区選挙区から立候補し、初当選。以後、7期連続当選。
2021年3月17日、自由民主党愛知2区支部長に就任。同年10月の第49回衆議院議員総選挙では、強固な地盤を持つ古川元久に大差で敗れるも、重複立候補していた比例東海ブロックで復活し、初当選した。
2024年9月12日、自民党総裁選挙が告示され、9人が立候補した。中川は同じ麻生派の河野太郎ではなく、小林鷹之の推薦人に名を連ねた。総裁選は9月27日に行われ、石破茂が当選した。中川は中日新聞の取材に対し、1回目の投票、決選投票、いずれも投票先を公表しなかった。
同年10月15日、第50回衆議院議員総選挙が公示され、愛知2区からは中川、古川、日本維新の会公認の室園幸志、日本共産党公認の酒井健太朗の4人が立候補した。自民党は裏金問題や統一教会問題、10月23日に発覚した非公認候補への2000万円支給問題などで逆風が吹き荒れた。10月27日、総選挙執行。投票締め切りの20時直後に東海テレビは古川の当選確実を報じた。中川は比例復活もならず議席を失った。

## 人物

### 旧統一教会との関係
ジャーナリストの鈴木エイトが作成した「旧統一教会関連団体と関係があった現職国会議員168人」によれば、世界平和統一家庭連合（旧統一教会）関連団体との関係について、かつて教団関連団体主催のフォーラムに出席していたとされる。

## 選挙歴
| 当落 | 選挙                       | 執行日         | 年齢 | 選挙区      | 政党       | 得票数    | 得票率 | 定数 | 得票順位 /候補者数 | 政党内比例順位 /政党当選者数 |
| ---- | -------------------------- | -------------- | ---- | ----------- | ---------- | --------- | ------ | ---- | ------------------ | ---------------------------- |
| 当   | 1995年名古屋市議会議員選挙 | 1995年4月9日   | 28   | 東区選挙区  | ーー       |           | ーー   |      | /                  | /                            |
| 当   | 1999年名古屋市議会議員選挙 | 1999年4月11日  | 32   | 東区選挙区  | 無所属     | 5946票    | ーー   | 3    | 1/5                | /                            |
| 当   | 2003年名古屋市議会議員選挙 | 2003年4月13日  | 36   | 東区選挙区  | 自由民主党 | 6104票    | ーー   | 3    | 1/5                | /                            |
| 当   | 2007年名古屋市議会議員選挙 | 2007年4月8日   | 40   | 東区選挙区  | 自由民主党 | 7524票    | ーー   | 2    | 2/                 | /                            |
| 当   | 2011年名古屋市議会議員選挙 | 2011年3月13日  | 44   | 東区選挙区  | 自由民主党 | 9663票    | ーー   | 2    | 1/4                | /                            |
| 当   | 2015年名古屋市議会議員選挙 | 2015年4月12日  | 48   | 東区選挙区  | 自由民主党 | 9220票    | ーー   | 2    | 1/5                | /                            |
| 当   | 2019年名古屋市議会議員選挙 | 2019年4月7日   | 52   | 東区選挙区  | 自由民主党 | 7819票    | ーー   | 2    | 1/4                | /                            |
| 比当 | 第49回衆議院議員総選挙     | 2021年10月31日 | 54   | 愛知県第2区 | 自由民主党 | 7万9418票 | 37.67% | 1    | 1/2                | 6/9                          |
| 落   | 第50回衆議院議員総選挙     | 2024年10月27日 | 57   | 愛知県第2区 | 自由民主党 | 5万195票  | 24.11% | 1    | 2/4                | 14/7                         |